# Zdanów (województwo zachodniopomorskie)
Zdanów (niem. Zankhof) – osada w Polsce położona w województwie zachodniopomorskim, w powiecie choszczeńskim, w gminie Drawno. W latach 1975–1998 miejscowość administracyjnie należała do województwa gorzowskiego. W roku 2007 osada liczyła 20 mieszkańców. Osada wchodzi w skład sołectwa Drawno. 

## Geografia
Osada leży ok. 4 km na zachód od Drawna.